# Charlie Hall
Charlie Hall (Birmingham, 19 augustus 1899 - Los Angeles, 7 december 1959) was een Engels acteur.
Charlie Hall werd geboren in Birmingham, Engeland. Hij was korte tijd lid van het Britse music-hallgezelschap van Fred Karno maar emigreerde in 1918 naar Amerika. Op voorspraak van Stan Laurel kwam hij in 1926 terecht bij de Hall Roach studio. Hoewel hij ook met Buster Keaton heeft gewerkt is hij vooral bekend door zijn bijdrage aan 47 Laurel & Hardy films waarin in uiteenlopende karakters speelde: van ijsverkoper en huisbaas tot postbode en student; meestal kwam hij in "oog om oog, tand om tand" -situaties terecht waarbij ze elkaar het leven zuur maakten. Vanwege deze behoorlijke bijdrage aan het Laurel & Hardy oeuvre wordt er tijdens bijeenkomsten van hun liefhebbersvereniging ook een heildronk op hem gebracht. Nadat Laurel & Hardy geen korte films meer maakten heeft hij elders ook rollen geaccepteerd; dit waren echter vrijwel altijd bijrollen.
- Bibliothèque nationale de France: cb14184827r (data)
- International Standard Name Identifier: 0000 0003 6274 4868
- Library of Congress Control Number: no95058050
- Virtual International Authority File: 228056532
- WorldCat: E39PBJd3JpJYhJpg7tP3GM8pyd